# يوشيوكي كوبوتا
يوشيوكي كوبوتا (باليابانية: 窪田義行؛ بالكانا: くぼた よしゆき) هو لاعب شوغي ‏ ياباني، ولد في 18 مايو 1972 في أداتشي في اليابان.